# Mont Furano
Le mont Furano (富良野岳, Furano-dake) est une montagne culminant à 1 912 m d'altitude dans le groupe volcanique Tokachi sur l'île de Hokkaidō au Japon.

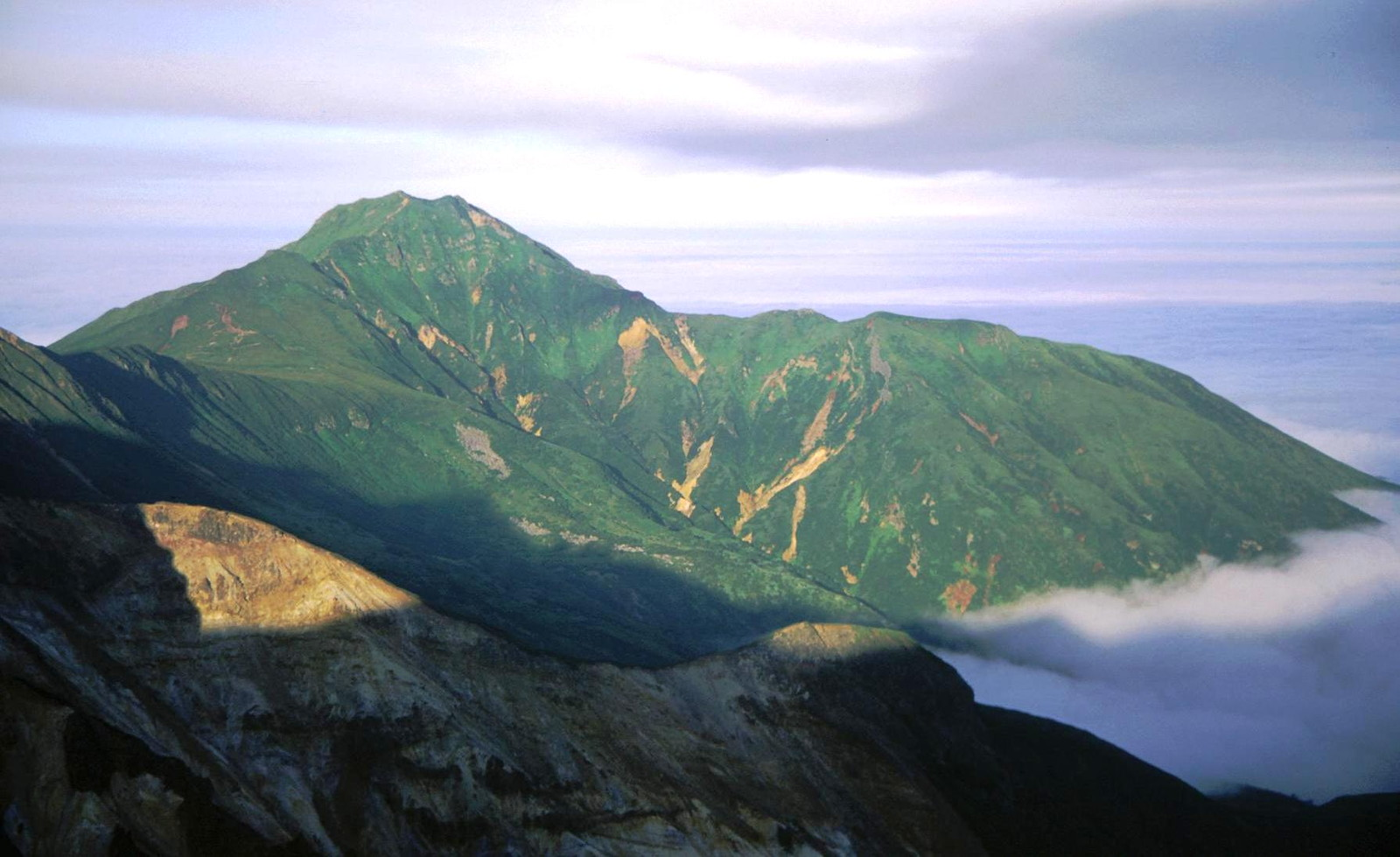
Le mont Furano vu depuis le mont Tokachi.